# イノセント15
『イノセント15』（いのせんとじゅうご）は、2016年に公開された日本映画。監督、脚本は甲斐博和。

## 概要
青春ラブストーリー。主演は萩原利久と小川紗良。

## キャスト
- 岩崎銀：萩原利久
- 佐田成美：小川紗良
- 岩崎大道：山本剛史
- 菊池雅弘：本多章一
- ミン：影山樹生弥
- ユウキ：中村圭太郎
- 佐田大吾：信國輝彦
- 神林あっくん：木村知貴
- バレエの先生：久保陽香
- 佐田律子：宮地真緒

## スタッフ
- 監督：甲斐博和
- プロデューサー：前信介
- 脚本：甲斐博和
- 撮影：本杉淳悟
- 編集：甲斐博和
- 音楽：岡田太郎、TEYO
- 照明：伊藤貴哉
- 録音：内田達也
- ＶＥ：桜田公一
- 整音：根本飛鳥
- 助監督：山之内優
- カラリスト：玉田詠空